# فيليب باسكوا
فيليب باسكوا (بالفرنسية: Philippe Pasqua)‏ فنان ونحات فرنسي معروف بأعماله التي تتضمن جماجم محاطة بفراشات.